# Jan Frodeno
Jan Frodeno (* 18. August 1981 in Köln) ist ein ehemaliger deutscher Triathlet. Als Erster gewann er sowohl die Goldmedaille bei den Olympischen Spielen 2008 als auch den Titel beim Ironman Hawaii (2015, 2016, 2019). Frodeno ist gelistet auf der Bestenliste deutscher Triathleten auf der Ironman-Distanz.

## Werdegang
Jan Frodeno wuchs in Südafrika auf und begann als 15-Jähriger seine sportliche Karriere als Schwimmer. Drei Jahre später kam er aufgrund der Vielseitigkeit der verschiedenen Disziplinen zum Rettungsschwimmen, wo er den südafrikanischen Olympiateilnehmer Conrad Stoltz kennenlernte, der ihn förderte. Die Bilder der Olympischen Spiele 2000 in Sydney im Fernsehen motivierten ihn, mit Triathlon zu beginnen.
Im November 2000 begann er seine Triathlonkarriere im Ausdauerleistungszentrum in Sigmaringen. 2002 startete er zum ersten Mal in der Triathlon-Bundesliga, nachdem der damalige Bundestrainer Ralf Ebli ihn bei der Deutschen U23-Meisterschaft gesehen und zum Wechsel ins Trainingszentrum der Nationalmannschaft in Saarbrücken überredet hatte.
Im selben Jahr schaffte Frodeno auch den Sprung in die deutsche Nationalmannschaft. Im Mai 2004 wurde er in Portugal Vizeweltmeister in der Klasse U23. 2004 startete Frodeno für den TuS Griesheim, zwischen 2005 und 2008 für das Hans Grohe-Team in der Triathlon-Bundesliga. 2006 wurde er Neunter im Triathlon-Gesamtweltcup.

### Olympiasieger 2008 und WM-Erfolge
Frodeno war Mitglied im „Top-Team Peking“ (A-Kader der Nationalmannschaft) und konnte sich 2007 bei der Weltmeisterschaft in Hamburg durch seinen sechsten Platz vorzeitig die Qualifikation für die Olympischen Spiele 2008 in Peking sichern, wo er sich gegen die favorisierten Daniel Unger und Javier Gómez durchsetzen und so als bisher einziger deutscher Triathlet die Goldmedaille gewinnen konnte. Bundespräsident Horst Köhler ehrte ihn dafür im November 2011 mit dem Silbernen Lorbeerblatt. Als 1350 Sportjournalisten des VDS den Sportler des Jahres 2008 wählten, kam Jan Frodeno hinter dem Gewichtheber Matthias Steiner und dem Tischtennisspieler Timo Boll auf den dritten Platz.
Im September 2009 wurde Frodeno Vierter in der Gesamtwertung der sich über vier Rennen erstreckenden Kurzdistanz-Weltmeisterschaft der Internationalen Triathlon Union (ITU). Im November 2009 gründete Frodeno ein eigenes Nachwuchs-Triathlonteam mit dem Namen „Team Strive“. Es bestand bis 2011 und setzte sich aus je drei männlichen und weiblichen Junior-Athleten zusammen. Er wurde auch betreut vom Ernährungswissenschaftler Wolfgang Feil.
2010 stand Frodeno kurz davor, Geschichte zu schreiben: Vor dem abschließenden Rennen für die Weltmeisterschaft lag er in Führung, bei einer Platzierung nicht mehr als drei Ränge hinter Javier Gómez in Budapest wäre er als erster Triathlon-Olympiasieger auch Weltmeister gewesen. Frodeno ging zwar als Dritter auf die abschließende Laufstrecke, brach dann aber völlig ein und kam als einundvierzigster ins Ziel. Gómez wurde so zum zweiten Mal Weltmeister. Später bekannte sich Jan Frodeno offen zu einer Erkrankung an einem Burnout-Syndrom.
Frodeno wohnte in Saarbrücken und startete von 2005 bis einschließlich 2010 für den Verein „Tri-Sport Saar-Hochwald“ in Merzig. Seit 2011 startet er für das „Leichtathletikzentrum Saarbrücken“. Mit Specialized hatte er von 2011 bis 2014 einen neuen Rad-Sponsor. Er war Mitglied im „ASICS-DTU-Elite-Team“ der Deutschen Triathlon Union (DTU), wie der Name des A-Kaders der DTU zu der Zeit lautete.
Für die Saison 2010 wurde Frodeno von der ITU in die 20 Athleten umfassende „Gold Group“ berufen, die aus den Medaillengewinnern von Peking 2008 ergänzt um die bestplatzierten Athleten des Vorjahres bestand. Diese repräsentierten die ITU in der Öffentlichkeit und sicherten ihren nationalen Verbänden für jedes der sieben Rennen der ITU World Championship Series einen zusätzlichen Startplatz. Auch 2011 und 2012 gehörte Frodeno zur „Gold Group“.
Im Jahr 2011 engagierte sich Frodeno als Botschafter von Herzenssache, der Kinderhilfsaktion von SWR, SR und dem Verband der Sparda-Banken. Im April 2011 wurden er und Emma Snowsill als erste Triathleten zu Botschaftern der Laureus Stiftung, die alljährlich die Weltsportler des Jahres ehren, berufen.

### Olympische Sommerspiele 2012 und erste Ironman-Rennen
Zusätzlich zu Steffen Justus und Maik Petzold qualifizierte sich Frodeno nach einer mehrmonatigen Verletzung Ende Juni 2012 förmlich in letzter Minute beim WM-Rennen in Kitzbühel noch für einen Start bei den Olympischen Spielen 2012, wo er im August 2012 in London als bester Deutscher den sechsten Rang erreichte. 2013 startete Jan Frodeno für das Bromelain-POS Team Saar in der Triathlon-Bundesliga. Am 21. Juli 2013 wurde er in Hamburg zusammen mit Anne Haug, Anja Knapp und Franz Löschke Weltmeister im Mixed-Relay.

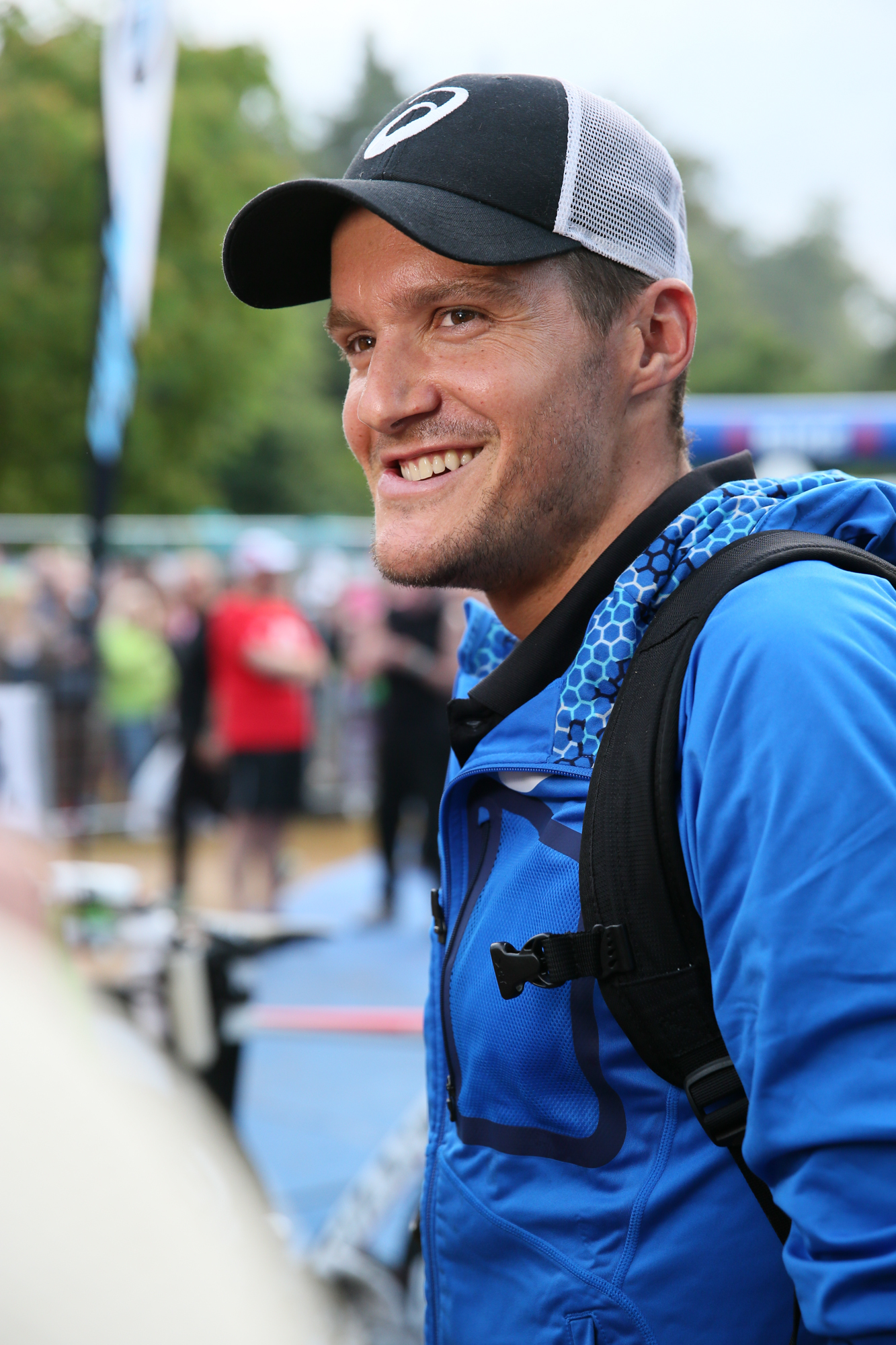
Jan Frodeno (2014)

Im Juli 2014 startete Jan Frodeno erstmals bei einem Ironman. In den Jahren zuvor hatte Frodeno mehrfach mit Aussagen wie z. B. in der olympischen Distanz stecke „mehr Hochleistungssport“, Ironman sei ihm „nicht dynamisch genug“, wäre nur etwas für „gescheiterte Kurzstreckler“ und das Schwimmen beim Ironman sei nur „das Warmwerden für einen langen Tag“ für Entrüstung unter Ironman-Jüngern in Online-Foren gesorgt. Nachdem ihm 2010 ein Sponsor ermöglicht hatte, den Ironman Hawaii persönlich vor Ort zu erleben, änderte er allerdings seine Ansicht.
Beim Wettbewerb in Frankfurt beendete Frodeno das Schwimmen in Führung liegend, hatte dann aber gleich drei Reifendefekte am Rad. Trotzdem gelang ihm hinter Sebastian Kienle und Frederic van Lierde noch eine Podiumsplatzierung. Im September 2014 wurde er in Kanada Zweiter bei der Ironman 70.3 World Championship.
Im Vorfeld des Ironman Hawaii gestand Frodeno, dass die Langdistanz Suchtpotential habe. Im Oktober 2014 startete er mitfavorisiert erstmals bei der Ironman World Championship in Hawaii. Wie bereits in Frankfurt stieg Frodeno als Erster aus dem Wasser und lag auf der Radstrecke lange in Führung, wurde dann aber zunächst durch einen Reifendefekt und später noch durch eine vierminütige Zeitstrafe zurückgeworfen.
Mit einer der schnellsten Laufzeiten des Tages konnte er aber schließlich doch noch bis auf den dritten Rang vorlaufen.

Seit Anfang des Jahres 2015 startete Jan Frodeno für das damals neu gegründete Bahrain Elite Endurance Triathlon Team, das vom Australier Chris McCormack geleitet wird. Der Radhersteller Canyon aus Koblenz löste Specialized als seinen Rad-Sponsor ab. Im Juli 2015 gewann Jan Frodeno bei seinem zweiten Start in Frankfurt die Ironman European Championship. Trotz extremer Hitze unterbot er mit seiner Siegerzeit von 7:49:48 h – der bis dahin viertschnellsten je bei einem Rennen über die Ironman-Distanz erzielten Zeit – den bestehenden Streckenrekord. Gleichzeitig hatte er durch diesen Sieg, der ihm 30.000 US-Dollar Preisgeld einbrachte, bereits wie auch die Sieger in Melbourne, Port Elizabeth, Texas und Florianópolis seinen erneuten Startplatz beim Ironman Hawaii am 10. Oktober 2015 sicher.

Von 2012 bis 2014 hatten sich die Sieger in Frankfurt noch über das „Kona Pro Ranking System“ für Hawaii qualifizieren müssen. Im August sicherte er sich mit seinem Sieg bei den Ironman 70.3 World Championships im Rahmen des Ironman 70.3 Zell am See-Kaprun im österreichischen Bundesland Salzburg weitere 45.000 US-Dollar Preisgeld.

### Sieger Ironman World Championships 2015, 2016 und 2019

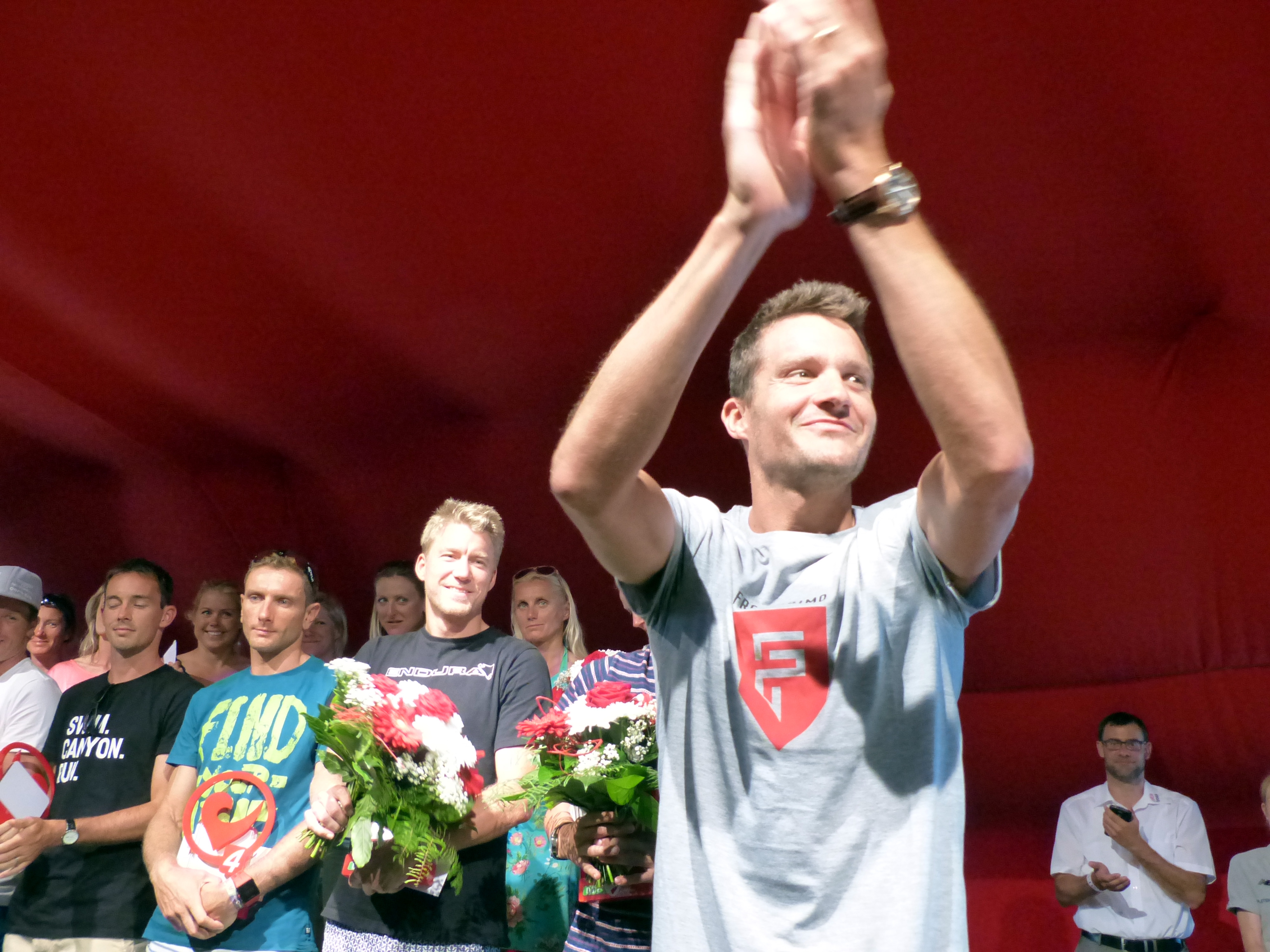
Jan Frodeno bei der Siegerehrung in Roth (2016)

Im Oktober 2015 gewann Frodeno als fünfter Deutscher nach Thomas Hellriegel (1997), Normann Stadler (2004 und 2006), Faris Al-Sultan (2005) und Sebastian Kienle (2014) die Ironman World Championship auf Hawaii. Für seinen Sieg erhielt er 120.000 US-Dollar Preisgeld. Er war zu diesem Zeitpunkt der erste Athlet, der den Ironman Hawaii, die Ironman 70.3 World Championships und die Ironman European Championships im selben Jahr gewann, sowie der erste Olympiasieger, der auch bei den Ironman World Championships triumphieren konnte.
Im Juli 2016 siegte er bei der Challenge Roth und erzielte mit seiner Siegerzeit von 7:35:39 Stunden eine neue Weltbestzeit auf der Triathlon-Langdistanz. Im Oktober 2016 konnte Frodeno seinen Titel beim Ironman Hawaii verteidigen und wurde erneut Weltmeister über die Triathlon-Langdistanz.
Bei der Wahl zum Sportler des Jahres wurde er im Dezember Zweiter hinter Fabian Hambüchen.
Im Juli 2017 konnte Frodeno bei seinem ersten Start in Klagenfurt den Ironman Austria gewinnen. Im August wurde er Deutscher Meister auf der Mitteldistanz. Beim Ironman auf Hawaii belegte er nach der Radstrecke den vierten Rang, hatte dann aber beim Laufen Rückenprobleme, musste eine Pause einlegen und kam mit großem Rückstand ins Ziel. Jan Frodeno wird trainiert von Dan Lorang.
Jan Frodeno wurde im Mai 2018 zusammen mit Daniela Ryf und Chris McCormack Mitglied der neuen Triathlon-Mannschaft von Breitling. Im Juli konnte der damals 36-Jährige zum zweiten Mal nach 2015 beim Ironman Germany die Ironman European Championships für sich entscheiden. Nach einem Ermüdungsbruch in der Hüfte musste Frodeno im September den geplanten Start beim Ironman Hawaii 2018 absagen.
Im Juni 2019 gewann er zum dritten Mal den Ironman Germany in Frankfurt und im Oktober mit neuem Streckenrekord und der schnellsten Zeit bei einer IRONMAN-Weltmeisterschaft nach 7:51:13 h zum dritten Mal den Ironman Hawaii. Mit 158.000 US-Dollar Preisgeld war Jan Frodeno der zweitbestverdienende Triathlet der Saison 2019 (hinter dem Franzosen Vincent Luis, 289.200 US-Dollar Preisgeld). Im Dezember wurde Jan Frodeno in Langen zum vierten Mal als Triathlet des Jahres ausgezeichnet.

### Coronabedingte Pause und anschließender Weltrekord auf Ironmandistanz
Im Kontext der Coronakrise organisierte er für den 11. April 2020 ein sogenanntes „Tri@home“, in dessen Rahmen er die Ironman-Distanzen zuhause mit Hilfe von Heimtrainingseinrichtungen beziehungsweise die Schwimmdistanz mit einer Gegenstromanlage durchführte und Zuschauer aufforderte, ihn bei der Herausforderung virtuell zu begleiten. Der mit dieser Aktion gesammelte Betrag von über 200.000 Euro kam dem Krankenhaus in seinem Wohnort, dem spanischen Girona, sowie der Stiftung „Laureus Sports for Good“ zugute.
Im März 2021 gewann er mit der Challenge Miami (1,5 km Schwimmen, 60,3 km Radfahren und 16,9 km Laufen) das erste Rennen nach seinem Sieg auf Hawaii.

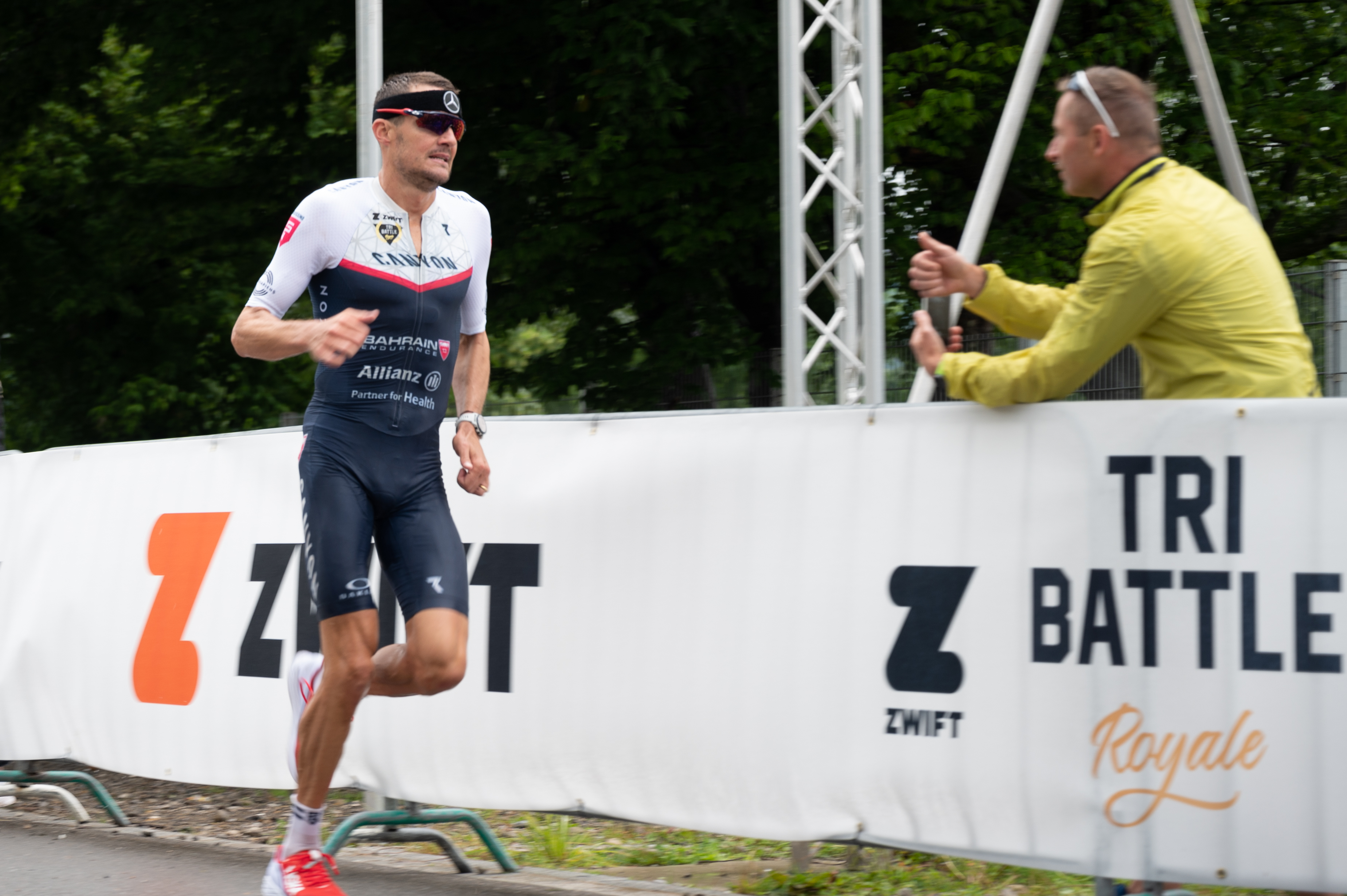
Jan Frodeno bei der Tri Battle Royale in Burgberg im Allgäu (2021)

Am 18. Juli 2021 trat Frodeno im „Tri Battle Royale“ in Immenstadt im Allgäu auf der Langdistanz im Eins-gegen-Eins-Duell gegen Lionel Sanders an und gewann in der Weltbestzeit von 7:27:53 Stunden. Davon verbrachte er 45:58 Minuten im Wasser und 3:55:22 Stunden auf dem Rad.
Jan Frodeno startete am 28. August 2021 für das im Collins Cup der Professional Triathletes Organisation zusammengestellte Team Europe – zusammen mit Lucy Charles-Barclay, Anne Haug, Holly Lawrence, Katrina Matthews, Emma Browne, Daniela Ryf, Daniel Lund Bækkegård, Gustav Iden, Sebastian Kienle, Patrick Lange und Joe Skipper.
Seit Juli 2016 hielt er auf der Triathlon-Langdistanz die Weltbestzeit, die er mit 7:35:39 Stunden bei der Challenge Roth aufstellte und im Juli 2021 im Rahmen des Tri Battle Royale auf 7:27:53 Stunden verbessern konnte.
Im November 2021 wurde diese vom Norweger Kristian Blummenfelt mit 7:21:12 Stunden nochmals unterboten.

### Verletzung, letzter Erfolg und Karriereende
Im April 2022 verkündete Frodeno bei der Ironman World Championship am 7. Mai 2022 in St. George aufgrund einer Achillessehnenverletzung nicht starten zu können. Einen Start im Oktober beim Ironman Hawaii auf Big Island ließ er noch offen. Im August gab Frodeno bekannt, dass sich nach einem Fahrradsturz im Training seine Hüfte entzündet habe. Daher könne er beim Ironman Hawaii nicht starten. Ebenfalls kündigte er sein Karriereende für das Jahr 2023 an.
Im August 2023 gewann Frodeno die US Open der PTO auf der Mitteldistanz mit 3:14:12 Stunden. Sein letztes Rennen erfolgte bei der von Hawaii nach Nizza verlegten Ironman World Championship am 10. September 2023. Hierbei erreichte er den 24. Platz.
Seit 2024 ist er als TV-Experte tätig, u. a. für das ZDF bei den Olympischen Spielen in Paris.

### Persönliches
Frodenos Spitzname ist „Frodo“ in Anlehnung an den Protagonisten im Roman Der Herr der Ringe (Bonmot zu den olympischen Ringen).
Seit Sommer 2010 ist Frodeno mit der Olympiasiegerin und dreifachen Triathlon-Weltmeisterin Emma Snowsill liiert. Im Oktober 2013 heiratete das Paar. Das Paar lebt die meiste Zeit im Jahr über im spanischen Girona, aber auch in Noosa Shire an der Sunshine Coast in der australischen Heimat von Emma.
Im Februar 2016 kam ihr gemeinsamer Sohn zur Welt, im Februar 2018 ihre Tochter.
Frodeno ernährt sich seit Anfang des Jahres 2017 pescetarisch. Seit dem Februar 2020 betreibt Frodeno mit seiner Frau das La Comuna Café, ein Hotel mit Café, in der Altstadt von Girona. Zudem veranstaltet Jan Frodeno seit 2021 dort den Sgrail100 Girona Triathlon, der eher einem Triathlonfestival gleicht, als einem kompetitiven Wettkampf. Im Juli 2022 gab Frodeno den Umzug nach Andorra bekannt.

## Sportliche Erfolge
| Datum/Jahr    | Platz | Wettbewerb                                         | Austragungsort   | Zeit     | Bemerkung |
| ------------- | ----- | -------------------------------------------------- | ---------------- | -------- | --- |
| 18. Aug. 2019 | 1     | Allgäu Triathlon                                   | Immenstadt       | 02:03:24 | [ 78 ] |
| 5. Mai 2019   | 1     | Siegerland-Cup                                     | Buschhütten      | 01:38:38 | [ 79 ] |
| 21. Juli 2013 | 1     | ITU Triathlon World Championship Mixed Relay       | Hamburg          | 01:17:55 | Weltmeister mit dem deutschen Team (mit Anja Knapp, Anne Haug und Franz Löschke)                                                               |
| 7. Aug. 2012  | 6     | Olympische Sommerspiele 2012                       | London           | 01:47:26 | Bestplatzierter Deutscher |
| 23. Juni 2012 | 16    | ITU World Championship Series 2012                 | Kitzbühel        | 01:53:09 | Frodeno qualifizierte sich mit dem 16. Rang für die Olympischen Spiele.                                                                        |
| 7. Aug. 2011  | 11    | ITU World Championship Series 2011                 | London           | 01:51:42 | |
| 16. Juli 2011 | 43    | ITU World Championship Series 2011                 | Hamburg          | 01:48:00 | |
| 9. Apr. 2011  | 45    | ITU World Championship Series 2011                 | Sydney           | 01:54:21 | |
| 8. Sep. 2010  | 41    | ITU World Championship Series 2010                 | Budapest         | 01:45:56 | Kältebedingter Einbruch beim Grand Final |
| 14. Aug. 2010 | 3     | ITU World Championship Series 2010                 | Kitzbühel        | 01:53:21 | 6. Rennen der Serie |
| 24. Juli 2010 | 3     | ITU World Championship Series 2010                 | London           | 01:42:30 | 5. Rennen der Serie |
| 17. Juli 2010 | 2     | ITU World Championship Series 2010                 | Hamburg          | 01:43:23 | 4. Rennen der Serie |
| 13. Juni 2010 | 5     | Hy-Vee ITU Triathlon Elite Cup                     | Des Moines       | 01:50:37 | 1,5 km Schwimmen, 40 km Radfahren und 10 km Laufen                                                                                             |
| 6. Juni 2010  | 6     | ITU World Championship Series 2010                 | Madrid           | 01:53:58 | drittes Rennen der Serie |
| 8. Mai 2010   | 1     | ITU World Championship Series 2010                 | Seoul            | 01:51:49 | Sieg mit erfolgreichem Endspurt |
| 11. Apr. 2010 | 32    | ITU World Championship Series 2010                 | Sydney           | 01:54:16 | Sturz mit dem Rad beim Auftaktrennen der Saison 2010                                                                                           |
| 6. Dez. 2009  | 1     | Laguna Phuket Triathlon                            | Phuket           | 02:24:56 | [ 84 ] [ 85 ] |
| 13. Sep. 2009 | 3     | ITU World Championship Series 2009                 | Gold Coast       | 01:45:21 | Im achten und entscheidenden Rennen der Saison erreicht Frodeno die Bronzemedaille bei der ITU-Kurzdistanz-Weltmeisterschaft 2009.             |
| 23. Aug. 2009 | 1     | ITU World Championship Series 2009                 | Yokohama         | 01:44:31 | 7. Rennen |
| 26. Juli 2009 | 10    | ITU World Championship Series 2009                 | Hamburg          | 01:44:55 | fünftes Rennen (1,5 km Schwimmen, 40 km Radfahren und 10 km Laufen)                                                                            |
| 27. Juni 2009 | 3     | Hy-Vee ITU Triathlon Elite Cup                     | Des Moines       | 01:49:44 | 1,5 km Schwimmen, 40 km Radfahren und 10 km Laufen                                                                                             |
| 20. Juni 2009 | 6     | ITU World Championship Series 2009                 | Washington, D.C. | 01:50:32 | im dritten Rennen |
| 31. Mai 2009  | 10    | ITU World Championship Series 2009                 | Madrid           | 01:53:19 | im zweiten Rennen |
| 19. Aug. 2008 | 1     | Olympische Sommerspiele 2008                       | Peking           | 01:48:53 | |
| 28. Juli 2008 | 2     | DTU Deutsche Triathlon-Meisterschaft Sprintdistanz | Gelsenkirchen    | 01:01:42 | Zweiter hinter Daniel Unger |
| 5. Juli 2008  | 2     | ITU Triathlon World Cup                            | Hamburg          | 01:46:58 | zweiter Rang beim Hamburg Cityman hinter Daniel Unger                                                                                          |
| 30. Aug. 2007 | 6     | ITU Triathlon World Championships                  | Hamburg          | 01:43:57 | |
| 1. Juli 2007  | 2     | ETU Triathlon European Championships               | Kopenhagen       | 01:52:15 | Zweiter bei der Europameisterschaft 2007 auf der olympischen Kurzdistanz (1,5 km Schwimmen, 40 km Radfahren, 10 km Laufen)                     |
| 15. Juli 2007 | 1     | DTU Deutsche Triathlon-Meisterschaft Kurzdistanz   | München          | 02:07:15 | Deutscher Triathlon-Meister auf der Kurzdistanz                                                                                                |
| 13. Aug. 2006 | 2     | ITU Triathlon World Cup                            | Tiszaujvaros     | 01:44:11 | |
| 7. Mai 2006   | 2     | ITU Triathlon World Cup                            | Mazatlán         | 01:49:31 | Zweiter hinter dem Dänen Rasmus Henning |
| 1. Nov. 2006  | 2     | ITU Triathlon World Championship Team              | Cancún           | 00:58:03 | Vizeweltmeister in der Teamwertung – zusammen mit Daniel Unger und Maik Petzold (3 × 250 m Schwimmen, 6,67 km Radfahren und 1,67 km Laufen)    |
| 20. Aug. 2005 | 6     | ETU Triathlon European Championships               | Lausanne         | 01:56:21 | |
| 18. Juni 2005 | 3     | DTU Deutsche Triathlon-Meisterschaft Kurzdistanz   | Potsdam          | 01:50:15 | |
| 9. Mai 2004   | 2     | ITU Triathlon World Championship U23               | Madeira          | 01:44:40 | Vizeweltmeister U23 |
| 20. Juni 2004 | 1     | DTU Deutsche Triathlon-Meisterschaft U23           | Potsdam          | 01:39:22 | Mit seinem Sieg in der Klasse U23 sicherte sich Frodeno einen Startplatz bei der WM, gleichzeitig wurde er damit Vierter in der Elite-Wertung. |
| 11. Aug. 2002 | 2     | DTU Deutsche Triathlon-Meisterschaft U23           | Losheim          | 01:53:24 | |

| Datum/Jahr    | Platz | Wettbewerb                                         | Austragungsort | Zeit     | Bemerkung -                                                                                                   |
| ------------- | ----- | -------------------------------------------------- | -------------- | -------- | --- |
| 5. Aug. 2023  | 1     | PTO US Open                                        | Milwaukee      | 03:14:12 | |
| 2. Juli 2023  | 1     | Ironman 70.3 Andorra                               | Andorra        | 04:25:47 | [ 93 ] |
| 6. Mai 2023   | 4     | PTO European Open                                  | Ibiza          | 03:16:02 | 2 km Schwimmen, 80 km Radfahren und 18 km Laufen                                                              |
| 28. Aug. 2021 | 1     | PTO Collins Cup                                    | Šamorín        | 03:13:08 | Tagesbestzeit; im Team Europe                                                                                 |
| 24. Apr. 2021 | 1     | Challenge Gran Canaria                             | Anfi           | 03:41:21 | |
| 12. März 2021 | 1     | Challenge Miami                                    | Miami          | 02:37:57 | |
| 11. Aug. 2019 | 1     | Ironman 70.3 Gdynia                                | Gdynia         | 03:39:36 | [ 96 ] |
| 2. Juni 2019  | 1     | Ironman 70.3 Kraichgau                             | Kraichgau      | 03:53:06 | |
| 2. Sep. 2018  | 1     | Ironman 70.3 World Championships                   | Port Elizabeth | 03:36:31 | |
| 3. Juni 2018  | 1     | Ironman 70.3 Kraichgau                             | Kraichgau      | 03:49:05 | |
| 28. Apr. 2018 | 1     | Challenge Taiwan                                   | Taipeh         | 03:45:02 | [ 97 ] |
| 7. Apr. 2018  | 1     | Ironman 70.3 California                            | Oceanside      | 03:45:05 | |
| 20. Aug. 2017 | 1     | DTU Deutsche Meisterschaft Triathlon Mitteldistanz | Immenstadt     | 03:49:55 | Deutscher Meister auf der Mitteldistanz im Rahmen des „Allgäu Classic“ beim Allgäu Triathlon                  |
| 21. Mai 2017  | 1     | Ironman 70.3 Barcelona                             | Barcelona      | 04:03:45 | zweiter Sieg in Barcelona nach 2015                                                                           |
| 29. Apr. 2017 | 1     | Challenge Taiwan 113                               | Taitung        | 03:48:20 | Sieger auf der Halbdistanz                                                                                    |
| 23. Apr. 2017 | 1     | Chia Sardinia 70.3 Triathlon                       | Sardinien      | 03:47:45 | |
| 29. Jan. 2016 | 1     | Ironman 70.3 Dubai                                 | Dubai          | 03:34:48 | Sieg im ersten Rennen der „Challenge Triple-Crown-Serie“                                                      |
| 30. Aug. 2015 | 1     | Ironman 70.3 World Championship                    | Zell am See    | 03:51:19 | Sieger der Ironman 70.3 World Championship                                                                    |
| 17. Mai 2015  | 1     | Ironman 70.3 Barcelona                             | Barcelona      | 04:03:28 | |
| 19. Apr. 2015 | 2     | Cannes International Triathlon                     | Cannes         | 03:48:09 | auf der Mitteldistanz (2 km Schwimmen, 80 km Radfahren und 16 km Laufen) hinter dem Italiener Giulio Molinari |
| 28. März 2015 | 1     | Ironman 70.3 California                            | Oceanside      | 03:47:08 | Erfolgreiche Titelverteidigung in Kalifornien                                                                 |
| 7. Sep. 2014  | 2     | Ironman 70.3 World Championships                   | Mont-Tremblant | 03:42:11 | Zweiter bei der Ironman 70.3 World Championship                                                               |
| 3. Mai 2014   | 1     | Ironman 70.3 St. George                            | St. George     | 03:45:21 | US-Championships                                                                                              |
| 29. März 2014 | 1     | Ironman 70.3 California                            | Oceanside      | 03:49:25 | |
| 19. Jan. 2014 | 1     | Ironman 70.3 Auckland                              | Auckland       | 03:45:40 | |
| 11. Aug. 2013 | 2     | Ironman 70.3 Germany                               | Wiesbaden      | 03:57:35 | Ironman 70.3. European Championship über die halbe Ironman-Distanz                                            |

| Datum/Jahr    | Platz | Wettbewerb                 | Austragungsort    | Zeit     | Bemerkung                                                                                               |
| ------------- | ----- | -------------------------- | ----------------- | -------- | --- |
| 10. Sep. 2023 | 24    | Ironman World Championship | Nizza             | 08:48:42 | |
| 4. Juni 2023  | 4     | Ironman Hamburg            | Hamburg           | 07:31:39 | Ironman European Championships                                                                          |
| 3. Juli 2022  | DNF   | Challenge Roth             | Roth              | –        | Abbruch als Führender auf der Laufstrecke                                                               |
| 7. Mai 2022   | DNS   | Ironman St. George         | St. George        | –        | Ironman World Championships                                                                             |
| 18. Juli 2021 | 1     | Tri Battle Royale          | Bühl am Alpsee    | 07:27:53 | Eins-gegen-Eins-Duell gegen Lionel Sanders; neue Weltbestzeit; Radsplit 3:55:22 h                       |
| 12. Okt. 2019 | 1     | Ironman Hawaii             | Hawaii            | 07:51:13 | dritter Sieg mit Streckenrekord                                                                         |

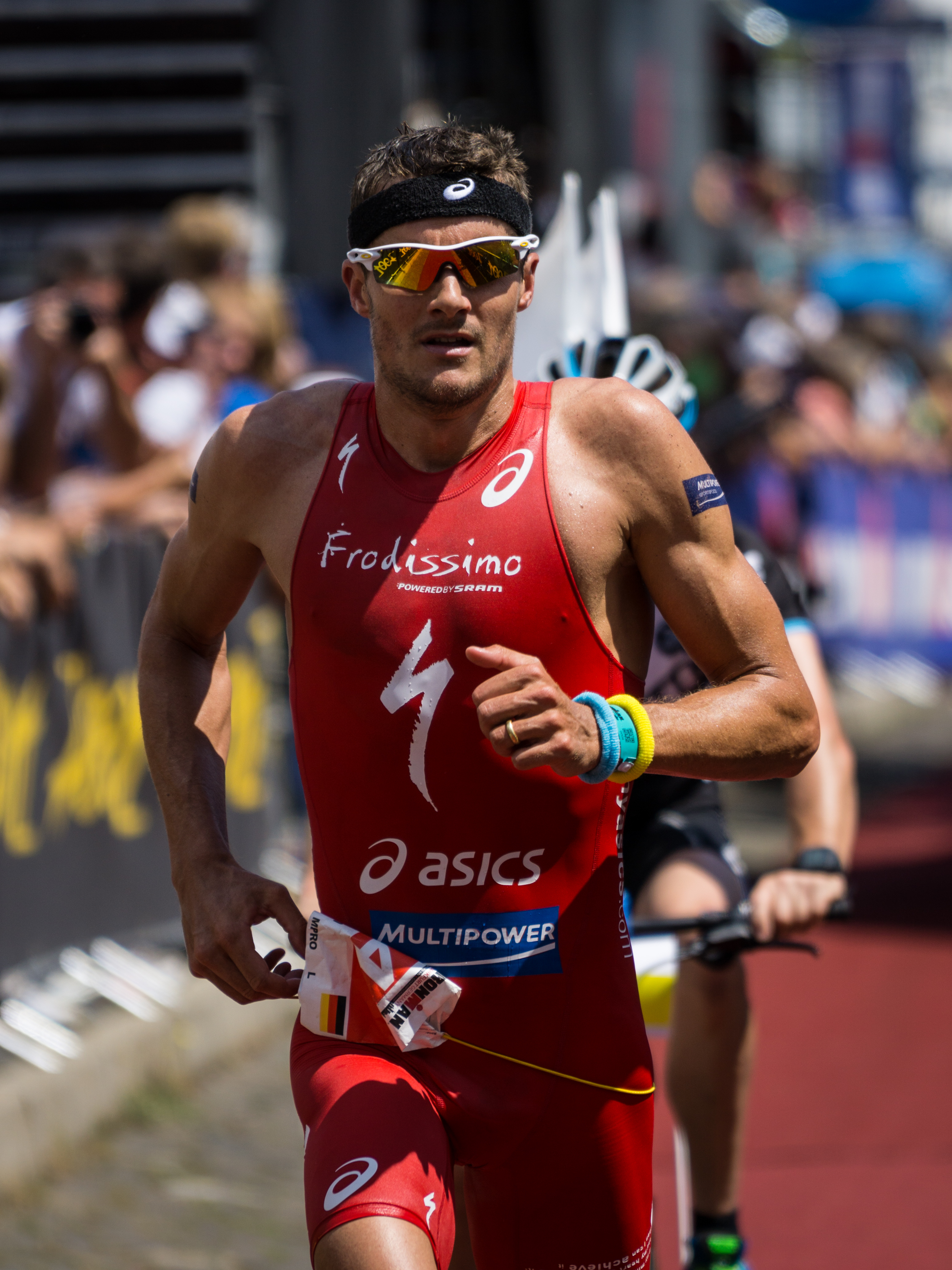
Jan Frodeno beim Ironman Germany 2014

| 30. Juni 2019 | 1     | Ironman Germany            | Frankfurt am Main | 07:56:02 | Sieger der Ironman European Championships                                                               |
| 13. Okt. 2018 | DNS   | Ironman Hawaii             | Hawaii            | –        | Startabsage nach Verletzung                                                                             |
| 8. Juli 2018  | 1     | Ironman Germany            | Frankfurt am Main | 08:00:58 | |
| 14. Okt. 2017 | 70    | Ironman Hawaii             | Hawaii            | 09:15:44 | Rang 35 bei den Profis; absolvierte den Marathon mit Rückenschmerzen in 4:01 h                          |
| 2. Juli 2017  | 1     | Ironman Austria            | Klagenfurt        | 07:57:20 | Sieg bei seinem ersten Start in Klagenfurt; 4:19:45 h für die Raddistanz                                |
| 8. Okt. 2016  | 1     | Ironman Hawaii             | Hawaii            | 08:06:30 | Sieger der Ironman World Championship                                                                   |
| 17. Juli 2016 | 1     | Challenge Roth             | Roth              | 07:35:39 | Weltbestzeit auf der Langdistanz, Splits: 45:22 min Schwimmen, 4:08:07 h Radfahren und 2:39:18 h Laufen |
| 21. Mai 2016  | 2     | Ironman Lanzarote          | Puerto del Carmen | 08:44:38 | Zweiter hinter dem US-Amerikaner Jesse Thomas                                                           |
| 10. Okt. 2015 | 1     | Ironman Hawaii             | Hawaii            | 08:14:39 | Sieger der Ironman World Championship                                                                   |
| 5. Juli 2015  | 1     | Ironman Germany            | Frankfurt am Main | 07:49:48 | Sieger der Ironman European Championship mit neuem Streckenrekord                                       |
| 11. Okt. 2014 | 3     | Ironman Hawaii             | Hawaii            | 08:20:32 | bei der Ironman World Championship zweitschnellster Mann auf der Marathonstrecke in 2:47:47 h           |
| 6. Juli 2014  | 3     | Ironman Germany            | Frankfurt         | 08:07:05 | Erster Start auf der Ironman-Distanz – im Rahmen der Ironman European Championship                      |

| Datum/Jahr    | Platz | Wettbewerb                           | Austragungsort | Zeit    | Bemerkung                                                                                       |
| ------------- | ----- | ------------------------------------ | -------------- | ------- | ----------------------------------------------------------------------------------------------- |
| 23. Okt. 2011 | 12    | Xterra Triathlon World Championships | Maui           | 2:33:20 | Weltmeisterschaft Cross-Triathlon (1,5 km Schwimmen, 29,5 km Mountainbike und 9,8 km Crosslauf) |

(DNS – Did not start)

## Auszeichnungen
- Silbernes Lorbeerblatt 2008[8]
- Die von der Deutschen Sporthilfe geförderten Athleten wählten Jan Frodeno 2008 zum Champion des Jahres.[104]
- Saarsportler des Jahres 2008, 2009, 2014, 2015 und 2019
- Für seine Siege in Frankfurt und Hawaii wurde Frodeno von den von der Deutschen Sporthilfe geförderten Athleten im Juli 2015,[105] im Oktober 2015[106] und im Oktober 2016[107] zum Sportler des Monats gewählt.
- Am 12. November 2015 bekam Frodeno im Stage Theater in Berlin als zweiter Triathlet nach Faris Al-Sultan (2005) den Bambi in der Kategorie Sport überreicht.[108]
- Triathlet des Jahres 2015, 2016, 2018,[109] 2019,[110] 2021[111]
- Im Dezember 2015 wurde er als erster Triathlet zum Sportler des Jahres gewählt.[112]
- Im April 2016 wurde Frodeno als erster Triathlet bei den Laureus World Sports Awards geehrt.[113]
- 2023 „Legende des Sports“ (Pegasos-Preis)

## Veröffentlichungen
- Jan Frodeno: Eine Frage der Leidenschaft: Mit Mut und Motivation zum Erfolg. Ariston Verlag, Mai 2018. ISBN 978-3-424-20167-3